# Lorp-Sentaraille
Lorp-Sentaraille [lɔʁp sɑ̃taʁaj] est une commune française urbaine, située dans le nord-ouest du département de l'Ariège en région Occitanie. Sur le plan historique et culturel, la commune fait partie du Couserans, pays aux racines gasconnes structuré par le cours du Salat.
Exposée à un climat océanique altéré, elle est drainée par le Salat, le Marcazeau, le ruisseau de Badech, le ruisseau de Merdançon et par divers autres petits cours d'eau. Incluse dans le parc naturel régional des Pyrénées ariégeoises, la commune possède un patrimoine naturel remarquable : un site Natura 2000 (« Garonne, Ariège, Hers, Salat, Pique et Neste ») et deux zones naturelles d'intérêt écologique, faunistique et floristique.
Lorp-Sentaraille est une commune urbaine qui compte 1 392 habitants en 2022, après avoir connu une forte hausse de la population depuis 1975. Elle appartient à l'unité urbaine de Saint-Girons et fait partie de l'aire d'attraction de Saint-Girons. Ses habitants sont appelés les Lorparaillais ou Lorparaillaises.
Le patrimoine architectural de la commune comprend un immeuble protégé au titre des monuments historiques : la maison natale d'Aristide Bergès et la papeterie de Prat du Ritou, inscrite en 2007.

## Géographie

### Localisation
1. Carte dynamique
2. Carte Openstreetmap
3. Carte topographique
4. Carte avec les communes environnantes

### Communes limitrophes
Lorp-Sentaraille est limitrophe de quatre autres communes.
Les communes limitrophes sont  Caumont, Gajan, Saint-Lizier et Taurignan-Vieux.
|         | Taurignan-Vieux  |       |
| Caumont | Lorp-Sentaraille | Gajan |
|         | Saint-Lizier     |       |

### Géologie et relief
La commune est située dans les Pyrénées, une chaîne montagneuse jeune, érigée durant l'ère tertiaire (il y a 40 millions d'années environ), en même temps que les Alpes, certaines parties étant recouvertes par des formations superficielles. Les terrains affleurants sur le territoire communal sont constitués de roches sédimentaires datant du Cénozoïque, l'ère géologique la plus récente sur l'échelle des temps géologiques, débutant il y a 66 millions d'années. La structure détaillée des couches affleurantes est décrite dans les feuilles « n°1056 - Le Mas d'Azil » et « n°1074 - Saint-Girons » de la carte géologique harmonisée au 1/50 000ème du département de l'Ariège, et leurs notices associées,.
La superficie cadastrale de la commune publiée par l’Insee, qui sert de références dans toutes les statistiques, est de 6,15 km2,. La superficie géographique, issue de la BD Topo, composante du Référentiel à grande échelle produit par l'IGN, est la même.  L'altitude du territoire varie entre 354 m et 418 m.

### Hydrographie

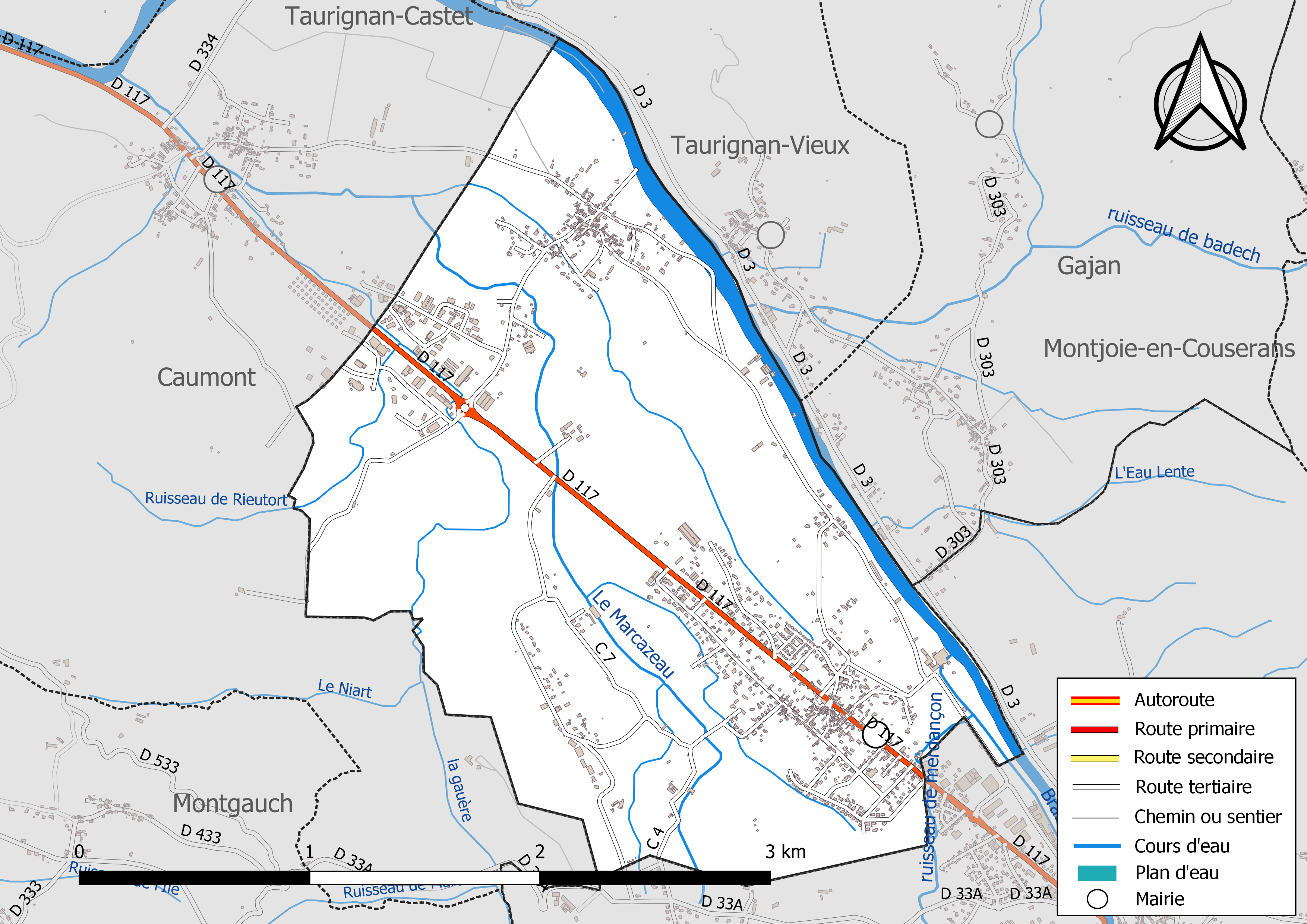
Réseaux hydrographique et routier de Lorp-Sentaraille.

La commune est dans le bassin versant de la Garonne, au sein du bassin hydrographique Adour-Garonne. Elle est drainée par le Salat, un bras du Salat, le Marcazeau, le ruisseau de badech, le ruisseau de merdançon, le Niart, le ruisseau de Rieutort et par divers petits cours d'eau, constituant un réseau hydrographique de 16 km de longueur totale,.
Le Salat, d'une longueur totale de 74,1 km, prend sa source dans la commune de Couflens et s'écoule du sud vers le nord. Il traverse la commune et se jette dans la Garonne à Boussens, après avoir traversé 27 communes.

### Climat
Pour des articles plus généraux, voir Climat de l'Occitanie et Climat de l'Ariège.
En 2010, le climat de la commune est de type climat océanique altéré, selon une étude s'appuyant sur une série de données couvrant la période 1971-2000. En 2020, Météo-France publie une typologie des climats de la France métropolitaine dans laquelle la commune est exposée à un climat de montagne et est dans la région climatique Pyrénées centrales, caractérisée par une pluviométrie annuelle de 1 000 à 1 200 mm.
Pour la période 1971-2000, la température annuelle moyenne est de 12,2 °C, avec  une amplitude thermique annuelle de 15,2 °C. Le cumul annuel moyen de précipitations est de 861 mm, avec 9,4 jours de précipitations en janvier et 6,2 jours en juillet. Pour la période 1991-2020 la température moyenne annuelle observée sur la station météorologique installée sur la commune est de 12,5 °C et le cumul annuel moyen de précipitations est de 973,2 mm,. Pour l'avenir, les paramètres climatiques de la commune estimés pour 2050 selon différents scénarios d’émission de gaz à effet de serre sont consultables sur un site dédié publié par Météo-France en novembre 2022.
| Mois                                  | jan.             | fév.             | mars           | avril           | mai             | juin            | jui.            | août           | sep.            | oct.          | nov.             | déc.             | année      |
| ------------------------------------- | ---------------- | ---------------- | -------------- | --------------- | --------------- | --------------- | --------------- | -------------- | --------------- | ------------- | ---------------- | ---------------- | ---------- |
| Température minimale moyenne (°C)     | 0,5              | 1                | 3,3            | 5,5             | 9,1             | 12,6            | 14,6            | 14,5           | 11,2            | 8,1           | 3,6              | 1,1              | 7,1        |
| Température moyenne (°C)              | 5,5              | 6,3              | 9              | 11,1            | 14,6            | 18              | 20              | 20,3           | 17,1            | 13,7          | 8,7              | 6,2              | 12,5       |
| Température maximale moyenne (°C)     | 10,5             | 11,5             | 14,7           | 16,7            | 20              | 23,4            | 25,5            | 26,1           | 23,1            | 19,3          | 13,8             | 11,2             | 18         |
| Record de froid (°C) date du record   | −18,7 19.01.1987 | −16,5 16.02.1956 | −12,8 01.03.05 | −4,2 13.04.1958 | −1,2 06.05.19   | 2,2 01.06.06    | 5,2 09.07.04    | 4,7 29.08.1998 | 1,3 25.09.02    | −4 30.10.1949 | −10,2 23.11.1988 | −12,3 17.12.1963 | −18,7 1987 |
| Record de chaleur (°C) date du record | 22,4 29.01.1966  | 31,2 29.02.1960  | 29 11.03.1981  | 29 30.04.05     | 32,1 27.05.1967 | 38,9 29.06.1950 | 38,2 30.07.1983 | 39,2 24.08.23  | 36,5 14.09.1987 | 33,7 01.10.23 | 26,4 01.11.1989  | 25 16.12.1989    | 39,2 2023  |
| Ensoleillement (h)                    | 1 163            | 1 289            | 169            | 1 709           | 1 834           | 193             | 2 109           | 2 093          | 1 933           | 1 567         | 1 194            | 1 129            | 19 638     |
| Précipitations (mm)                   | 82,3             | 68,6             | 73,6           | 103,7           | 106,6           | 78,1            | 59              | 67,4           | 73,1            | 82            | 98,6             | 80,2             | 973,2      |

### Milieux naturels et biodiversité

#### Espaces protégés
La protection réglementaire est le mode d’intervention le plus fort pour préserver des espaces naturels remarquables et leur biodiversité associée,.
La commune fait partie du parc naturel régional des Pyrénées ariégeoises, créé en 2009 et d'une superficie de 245 973 ha, qui s'étend sur 138 communes du département. Ce territoire unit les plus hauts sommets aux frontières de l’Andorre et de l’Espagne (la Pique d'Estats, le mont Valier, etc) et les plus hautes vallées des avants-monts, jusqu’aux plissements du Plantaurel.

#### Réseau Natura 2000
Le réseau Natura 2000 est un réseau écologique européen de sites naturels d'intérêt écologique élaboré à partir des directives habitats et oiseaux, constitué de zones spéciales de conservation (ZSC) et de zones de protection spéciale (ZPS).
Un site Natura 2000 a été défini sur la commune au titre de la directive habitats : « Garonne, Ariège, Hers, Salat, Pique et Neste », d'une superficie de 9 581 ha, un réseau hydrographique pour les poissons migrateurs, avec des zones de frayères actives et potentielles importantes pour le Saumon en particulier qui fait l'objet d'alevinages réguliers et dont des adultes atteignent déjà Foix sur l'Ariège.

#### Zones naturelles d'intérêt écologique, faunistique et floristique
L’inventaire des zones naturelles d'intérêt écologique, faunistique et floristique (ZNIEFF) a pour objectif de réaliser une couverture des zones les plus intéressantes sur le plan écologique, essentiellement dans la perspective d’améliorer la connaissance du patrimoine naturel national et de fournir aux différents décideurs un outil d’aide à la prise en compte de l’environnement dans l’aménagement du territoire.
Une ZNIEFF de type 1 est recensée sur la commune :
« le Salat et le Lens » (712 ha), couvrant 32 communes dont 21 dans l'Ariège et 11 dans la Haute-Garonne et une ZNIEFF de type 2, : 
le « massif d'Arbas » (27 233 ha), couvrant 90 communes dont 48 dans l'Ariège et 42 dans la Haute-Garonne.

## Urbanisme

### Typologie
Au 1er janvier 2024, Lorp-Sentaraille est catégorisée petite ville, selon la nouvelle grille communale de densité à 7 niveaux définie par l'Insee en 2022.
Elle appartient à l'unité urbaine de Saint-Girons, une agglomération intra-départementale dont elle est une commune de la banlieue,. Par ailleurs la commune fait partie de l'aire d'attraction de Saint-Girons, dont elle est une commune du pôle principal,. Cette aire, qui regroupe 70 communes, est catégorisée dans les aires de moins de 50 000 habitants,.

### Occupation des sols
L'occupation des sols de la commune, telle qu'elle ressort de la base de données européenne d’occupation biophysique des sols Corine Land Cover (CLC), est marquée par l'importance des territoires agricoles (66,5 % en 2018), en diminution par rapport à 1990 (69,9 %). La répartition détaillée en 2018 est la suivante : 
zones agricoles hétérogènes (43,8 %), zones urbanisées (15,5 %), prairies (13 %), zones industrielles ou commerciales et réseaux de communication (10,9 %), terres arables (9,7 %), forêts (7,1 %). L'évolution de l’occupation des sols de la commune et de ses infrastructures peut être observée sur les différentes représentations cartographiques du territoire : la carte de Cassini (XVIIIe siècle), la carte d'état-major (1820-1866) et les cartes ou photos aériennes de l'IGN pour la période actuelle (1950 à aujourd'hui).

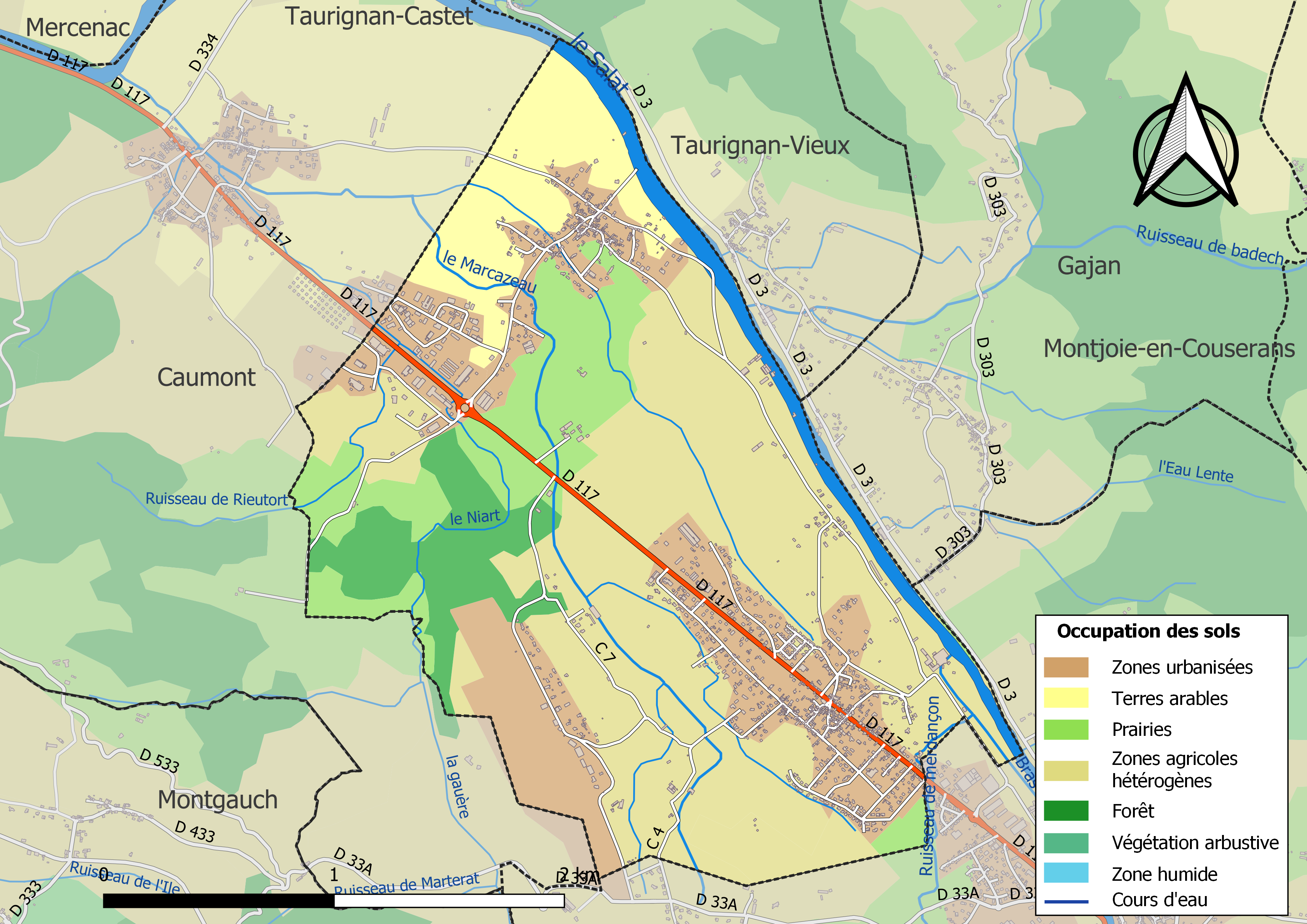
Carte des infrastructures et de l'occupation des sols de la commune en 2018 (CLC).

### Habitat et logement
En 2018, le nombre total de logements dans la commune était de 724, alors qu'il était de 687 en 2013 et de 613 en 2008.
Parmi ces logements, 88,9 % étaient des résidences principales, 5,6 % des résidences secondaires et 5,5 % des logements vacants. Ces logements étaient pour 91,7 % d'entre eux des maisons individuelles et pour 8 % des appartements.
Le tableau ci-dessous présente la typologie des logements à Lorp-Sentaraille en 2018 en comparaison avec celle de l'Ariège et de la France entière. Une caractéristique marquante du parc de logements est ainsi une proportion de résidences secondaires et logements occasionnels (5,6 %) inférieure à celle du département (24,6 %) mais supérieure à celle de la France entière (9,7 %). Concernant le statut d'occupation de ces logements, 73,5 % des habitants de la commune sont propriétaires de leur logement (76,3 % en 2013), contre 66,3 % pour l'Ariège et 57,5 % pour la France entière.
| Typologie                                               | Lorp-Sentaraille | Ariège | France entière |
| ------------------------------------------------------- | ---------------- | ------ | -------------- |
| Résidences principales (en %)                           | 88,9             | 65,7   | 82,1           |
| Résidences secondaires et logements occasionnels (en %) | 5,6              | 24,6   | 9,7            |
| Logements vacants (en %)                                | 5,5              | 9,7    | 8,2            |

### Voies de communication et transports
Accès avec les routes départementales D 3 et la D 117 ancienne route nationale 117, et par la ligne sur car SNCF de Boussens à Saint-Girons (prolongée en hiver et à certains horaires jusqu'à la station de Guzet). Des cars régionaux directs de Toulouse à Saint-Girons desservent également la commune.

### Risques majeurs
Le territoire de la commune de Lorp-Sentaraille est vulnérable à différents aléas naturels : inondations, climatiques (grand froid ou canicule), feux de forêt, mouvements de terrain et séisme (sismicité modérée). Il est également exposé à un risque technologique,  le transport de matières dangereuses,.

#### Risques naturels

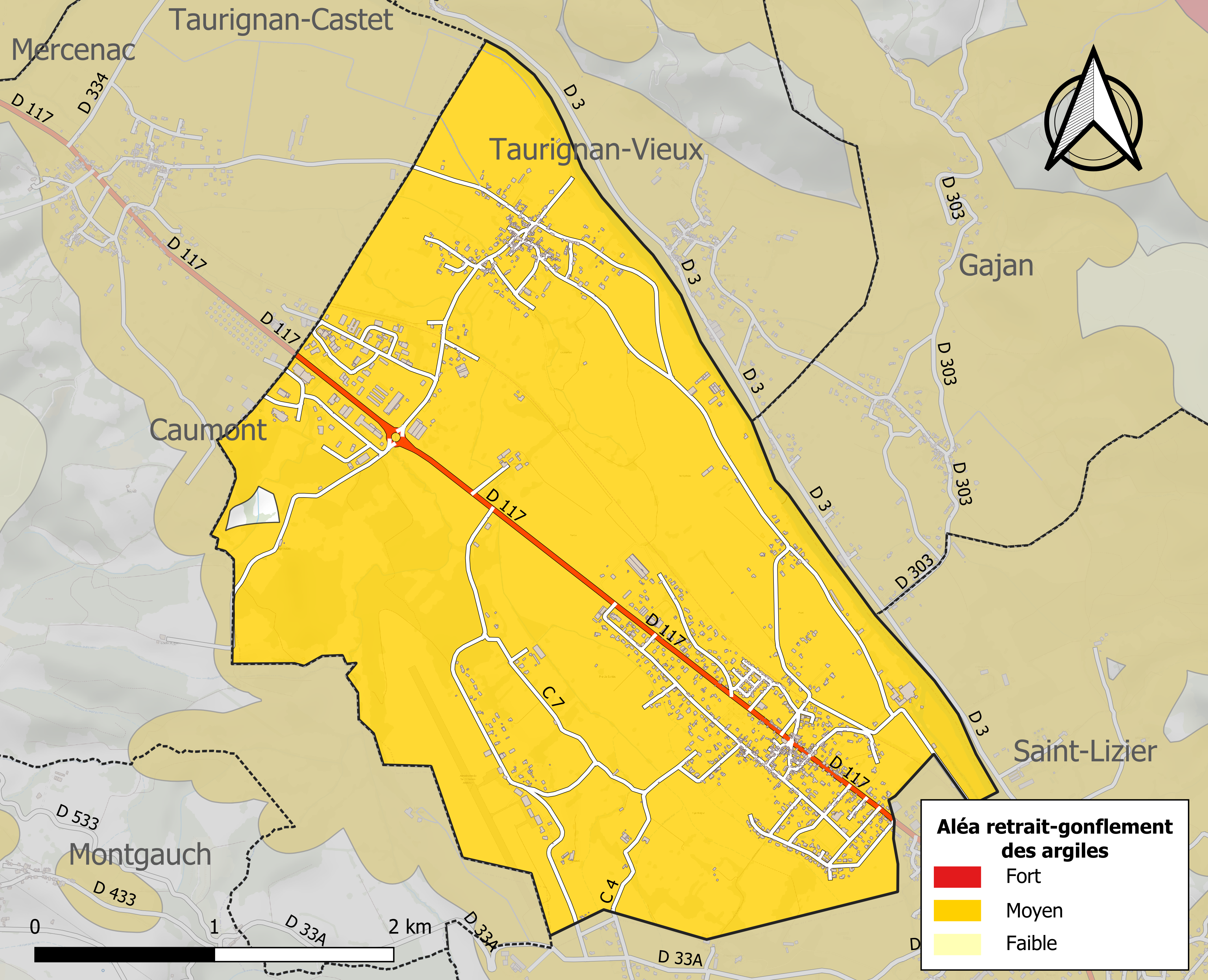
Zonage de l'aléa retrait-gonflement des argiles sur la commune de Lorp-Sentaraille.

Certaines parties du territoire communal sont susceptibles d’être affectées par le risque d’inondation par débordement, crue torrentielle d'un cours d'eau, le Salat, ou ruissellement d'un versant. L’épisode de crue le plus marquant dans le département reste sans doute celui de 1875. Parmi les inondations marquantes plus récentes concernant le Salat figurent les crues de 1937 (un mort à Salau), de 1992 et de 1993.
Les mouvements de terrain susceptibles de se produire sur la commune sont soit des chutes de blocs, soit des glissements de terrain, soit des effondrements liés à des cavités souterraines, soit des mouvements liés au retrait-gonflement des argiles. Près de 50 % de la superficie du département est concernée par l'aléa retrait-gonflement des argiles, dont la commune de Lorp-Sentaraille. L'inventaire national des cavités souterraines permet par ailleurs de localiser celles situées sur la commune.
Ces risques naturels sont pris en compte dans l'aménagement du territoire de la commune par le biais d'un plan de prévention des risques (PPR) inondation et mouvement de terrain approuvé le 12 mai 2005.

#### Risques technologiques
Le risque de transport de matières dangereuses par une infrastructure routière ou ferroviaire ou par une canalisation de transport de gaz concerne la commune. Un accident se produisant sur une telle infrastructure est en effet susceptible d’avoir des effets graves au bâti ou aux personnes jusqu’à 350 m, selon la nature du matériau transporté. Des dispositions d’urbanisme peuvent être préconisées en conséquence.

## Toponymie
Sentaraille tire son nom de sainte Araille (cf. Eulalie de Mérida), variante locale de sainte Eulalie. Le nom de Lorp viendrait du nom de la famille Lort issue du Couserans.

## Histoire
Lorp-Sentaraille se situe dans l'ancienne vicomté de Couserans.
En 1793, la commune portait le nom de Lorp-Sentaraille, puis en 1793 son nom est devenu Araille puis Saint-Taraille en 1801.
De 1866 à 1969, Sentaraille a bénéficié d'une halte voyageurs sur la ligne de Boussens à Saint-Girons.
C'est en août 1971 que Sentaraille devient Lorp-Sentaraille.

## Politique et administration

### Découpage territorial
La commune de Lorp-Sentaraille est membre de la communauté de communes Couserans-Pyrénées, un établissement public de coopération intercommunale (EPCI) à fiscalité propre créé le 18 novembre 2016 dont le siège est à Saint-Lizier. Ce dernier est par ailleurs membre d'autres groupements intercommunaux.
Sur le plan administratif, elle est rattachée à l'arrondissement de Saint-Girons, au département de l'Ariège, en tant que circonscription administrative de l'État, et à la région Occitanie.
Sur le plan électoral, elle dépend du canton des Portes du Couserans pour l'élection des conseillers départementaux, depuis le redécoupage cantonal de 2014 entré en vigueur en 2015, et de la deuxième circonscription de l'Ariège  pour les élections législatives, depuis le redécoupage électoral de 1986.

### Administration municipale
Le nombre d'habitants au recensement de 2011 étant compris entre 1 500 habitants et 2 499 habitants, le nombre de membres du conseil municipal pour l'élection de 2014 est de dix-neuf,.

### Liste des maires
| Période                                  | Période          | Identité                               | Étiquette   | Qualité                                                              |
| ---------------------------------------- | ---------------- | -------------------------------------- | ----------- | -------------------------------------------------------------------- |
| Les données manquantes sont à compléter. |                  |                                        |             |                                                                      |
| 1871                                     | 1876             | Jean Bernère                           |             |                                                                      |
| 1876                                     | 1878             | Guilaume Ducos                         |             |                                                                      |
| 1878                                     | 1900             | Philippe Bergès (1846-1902)            | Républicain | Industriel papetier Conseiller général de Saint-Lizier (1898 → 1902) |
| 1900                                     | 1901             | Jacques Vivès                          |             |                                                                      |
| 1901                                     | 1902 (décès)     | Philippe Bergès (1846-1902)            | Républicain | Industriel papetier Conseiller général de Saint-Lizier (1898 → 1902) |
| 1902                                     | 1907             | Louis Préobert                         |             |                                                                      |
| 1907                                     | 1912             | Pierre Bergès                          |             |                                                                      |
| 1912                                     | 1914             | Joseph Commenge                        |             |                                                                      |
| 1914                                     | 1919             | Jean Morère                            |             |                                                                      |
| 1919                                     | 1944             | Joseph Commenge                        |             |                                                                      |
| 1944                                     | 1945             | Alfred Ferrière                        |             | Président du Comité local de Libération                              |
| 1945                                     | 1945             | Pierre Bergès                          |             |                                                                      |
| 1945                                     | 1959             | Alfred Ferrière                        |             |                                                                      |
| 1959                                     | mars 1965        | Gérard Rouaix                          |             |                                                                      |
| mars 1965                                | mai 1975 (décès) | Jean-Baptiste Rieu-Boussut (1913-1975) |             |                                                                      |
| 1975                                     | mars 2001        | Émile Cazaux (1941-2023)               | UDF         | Architecte                                                           |
| mars 2001                                | En cours         | Bernard Lamary                         | DVD         | Commerçant                                                           |

## Population et société

### Démographie
L'évolution du nombre d'habitants est connue à travers les recensements de la population effectués dans la commune depuis 1793. Pour les communes de moins de 10 000 habitants, une enquête de recensement portant sur toute la population est réalisée tous les cinq ans, les populations de référence des années intermédiaires étant quant à elles estimées par interpolation ou extrapolation. Pour la commune, le premier recensement exhaustif entrant dans le cadre du nouveau dispositif a été réalisé en 2006.

En 2022, la commune comptait 1 392 habitants, en évolution de −4,33 % par rapport à 2016 (Ariège : +1,48 %, France hors Mayotte : +2,11 %).
| 1793 | 1800 | 1806 | 1821 | 1831 | 1836 | 1841 | 1846 | 1851 |
| ---- | ---- | ---- | ---- | ---- | ---- | ---- | ---- | ---- |
| 571  | 562  | 604  | 667  | 638  | 723  | 719  | 771  | 734  |

| 1856 | 1861 | 1866 | 1872 | 1876 | 1881 | 1886 | 1891 | 1896 |
| ---- | ---- | ---- | ---- | ---- | ---- | ---- | ---- | ---- |
| 723  | 753  | 788  | 766  | 714  | 732  | 727  | 716  | 725  |

| 1901 | 1906 | 1911 | 1921 | 1926 | 1931 | 1936 | 1946 | 1954 |
| ---- | ---- | ---- | ---- | ---- | ---- | ---- | ---- | ---- |
| 713  | 680  | 643  | 583  | 545  | 563  | 534  | 588  | 592  |

| 1962 | 1968 | 1975 | 1982 | 1990  | 1999  | 2006  | 2011  | 2016  |
| ---- | ---- | ---- | ---- | ----- | ----- | ----- | ----- | ----- |
| 651  | 697  | 852  | 944  | 1 092 | 1 138 | 1 242 | 1 354 | 1 455 |

| 2021  | 2022  | - | - | - | - | - | - | - |
| ----- | ----- | - | - | - | - | - | - | - |
| 1 427 | 1 392 | - | - | - | - | - | - | - |

| selon la population municipale des années : | 1968 | 1975 | 1982 | 1990 | 1999 | 2006 | 2009 | 2013 |
| Rang de la commune dans le département      | 32   | 30   | 22   | 22   | 21   | 18   | 18   | 17   |
| Nombre de communes du département           | 340  | 328  | 330  | 332  | 332  | 332  | 332  | 332  |

### Enseignement
Lorp-Sentaraille fait partie de l'académie de Toulouse et compte une école primaire.

### Culture et festivités

#### Musée
- Musée Aristide-Bergès[52] : Créé par une association d’anciens ouvriers et de passionnés, il est installé dans la maison natale d'Aristide Bergès et une ancienne usine à papier. C’est un lieu privilégié pour découvrir le patrimoine culturel et industriel lié à la fabrication du papier, activité caractéristique du Couserans.

### Activités sportives
Judo club de Lorp, vol-à-voile et parachutisme à l'aérodrome d'Antichan, pétanque...

### Écologie et recyclage
La déchetterie intercommunale la plus proche se trouve à Saint-Girons, lieudit Palétès. L'entreprise Saica Natur Sud (anciennement Llau) est une importante entreprise industrielle de recyclage et de valorisation ; elle est installée sur la zone industrielle du Couserans, sur la commune. Elle achète au poids des métaux, papiers, etc.

## Économie

### Revenus
En 2018, la commune compte 625 ménages fiscaux, regroupant 1 396 personnes. La médiane du revenu disponible par unité de consommation est de 20 020 € (19 820 € dans le département).

### Emploi
| Division       | 2008  | 2013   | 2018   |
| -------------- | ----- | ------ | ------ |
| Commune        | 6,1 % | 6,7 %  | 9,3 %  |
| Département    | 8,9 % | 11,1 % | 11,2 % |
| France entière | 8,3 % | 10 %   | 10 %   |

En 2018, la population âgée de 15 à 64 ans s'élève à 876 personnes, parmi lesquelles on compte 76,9 % d'actifs (67,7 % ayant un emploi et 9,3 % de chômeurs) et 23,1 % d'inactifs,. Depuis 2008, le taux de chômage communal (au sens du recensement) des 15-64 ans est inférieur à celui de la France et du département.
La commune fait partie du pôle principal de l'aire d'attraction de Saint-Girons,. Elle compte 614 emplois en 2018, contre 654 en 2013 et 617 en 2008. Le nombre d'actifs ayant un emploi résidant dans la commune est de 602, soit un indicateur de concentration d'emploi de 102 % et un taux d'activité parmi les 15 ans ou plus de 55,9 %.
Sur ces 602 actifs de 15 ans ou plus ayant un emploi, 188 travaillent dans la commune, soit 31 % des habitants. Pour se rendre au travail, 89,2 % des habitants utilisent un véhicule personnel ou de fonction à quatre roues, 0,3 % les transports en commun, 7,4 % s'y rendent en deux-roues, à vélo ou à pied et 3 % n'ont pas besoin de transport (travail au domicile).

### Activités hors agriculture
129 établissements sont implantés  à Lorp-Sentaraille au 31 décembre 2019. Le tableau ci-dessous en détaille le nombre par secteur d'activité et compare les ratios avec ceux du département,.
| Secteur d'activité                                                                                        | Commune | Commune | Département |
| Secteur d'activité                                                                                        | Nombre  | %       | %           |
| --- | ------- | ------- | ----------- |
| Ensemble                                                                                                  | 129     |         |             |
| Industrie manufacturière, industries extractives et autres                                                | 21      | 16,3 %  | (12,9 %)    |
| Construction                                                                                              | 28      | 21,7 %  | (14,2 %)    |
| Commerce de gros et de détail, transports, hébergement et restauration                                    | 45      | 34,9 %  | (27,5 %)    |
| Activités financières et d'assurance                                                                      | 1       | 0,8 %   | (2,8 %)     |
| Activités immobilières                                                                                    | 2       | 1,6 %   | (4,2 %)     |
| Activités spécialisées, scientifiques et techniques et activités de services administratifs et de soutien | 16      | 12,4 %  | (13,2 %)    |
| Administration publique, enseignement, santé humaine et action sociale                                    | 8       | 6,2 %   | (14,4 %)    |
| Autres activités de services                                                                              | 8       | 6,2 %   | (8,8 %)     |

Le secteur du commerce de gros et de détail, des transports, de l'hébergement et de la restauration est prépondérant sur la commune puisqu'il représente 34,9 % du nombre total d'établissements de la commune (45 sur les 129 entreprises implantées  à Lorp-Sentaraille), contre 27,5 % au niveau départemental.
Les cinq entreprises ayant leur siège social sur le territoire communal qui génèrent le plus de chiffre d'affaires en 2020 sont : 
- EURL Menuiserie Antras, travaux de charpente (8 634 k€)
- SCOP Couserans Construction, travaux de maçonnerie générale et gros œuvre de bâtiment (6 579 k€)
- FDL, commerce de gros (commerce interentreprises) alimentaire non spécialisé (4 100 k€)
- Qapi France (09) - Cpi, fabrication d'autres équipements automobiles (1 829 k€)
- Mazard Pièces Auto 09, commerce de gros (commerce interentreprises) de déchets et débris (1 667 k€)

La commune comprend la majeure partie de la zone industrielle du Couserans, aujourd'hui quasi-complètement utilisée avec de nombreuses entreprises industrielles, artisanales et commerciales. Caumont recouvre une partie plus modeste de la zone industrielle. D'autres entreprises sont également installées en divers endroits de la commune comme Couserans Constructions Mécaniques, initialement liée aux papeteries, la menuiserie Antras, Les Salaisons des Pyrénées.. et d'autres entreprises commerciales, artisanales ou de services.
Dès les années 1980, une démarche de diversification économique s'est concrétisée par des créations successives d'entreprises (Fromagerie Faup, Scierie Cazalé, Cadres et créations Actua-Concept, Charcuterie André Cazaux, Glaces Philippe Faur, Biotechnologies Genibio, Couserans Plastiques Industries, confitures et préparations de la Compagnies des Pyrénées.. et diverses entreprises commerciales...) sur la zone industrielle du Couserans développée initialement dans le cadre d'un Syndicat mixte intercommunal.
Lorp constitue donc véritablement le poumon économique du Couserans.
L'aérodrome de Saint-Girons-Antichan est équipé d'une piste en dur de 1 100 m.

### Agriculture
La commune fait partie de la petite région agricole dénommée « Région sous-pyrénéenne ». En 2010, l'orientation technico-économique de l'agriculture  sur la commune est l'élevage de bovins, lait, élevage et viande combinés.
|                                   | 1988 | 2000 | 2010 |
| --------------------------------- | ---- | ---- | ---- |
| Exploitations                     | 35   | 16   | 12   |
| Superficie agricole utilisée (ha) | 345  | 373  | 438  |

Le nombre d'exploitations agricoles en activité et ayant leur siège dans la commune est passé de 35 lors du recensement agricole de 1988 à 16 en 2000 puis à 12 en 2010, soit une baisse de 66 % en 22 ans. Le même mouvement est observé à l'échelle du département qui a perdu pendant cette période 48 % de ses exploitations. La surface agricole utilisée sur la commune a quant à elle augmenté, passant de 345 ha en 1988 à 438 ha en 2010. Parallèlement la surface agricole utilisée moyenne par exploitation a augmenté, passant de 10 à 37 ha.

## Culture locale et patrimoine

### Lieux et monuments
- Maison natale d'Aristide Bergès (1833-1904).
- Ancienne papeterie de Prat du Ritou, construite au XIXe siècle. Elle contient une ligne de fabrication de papier avec un hydrapulpeur et un épurateur.
- Église de Lorp dédiée à saint Lizier.
- Église de Sentaraille dédiée à saint Michel : elle contient notamment un Christ en bois du XVe siècle, une toile représentant sainte Madeleine et le Christ en Croix du XVIIe siècle ainsi qu'une décoration néogothique.
- Château de Bagens, propriété du vicomte de Courrèges d’Ustou.
- Médiathèque du réseau de la communauté de communes Couserans-Pyrénées[58]; a ouvert ses portes en novembre 2017 au village de Sentaraille.

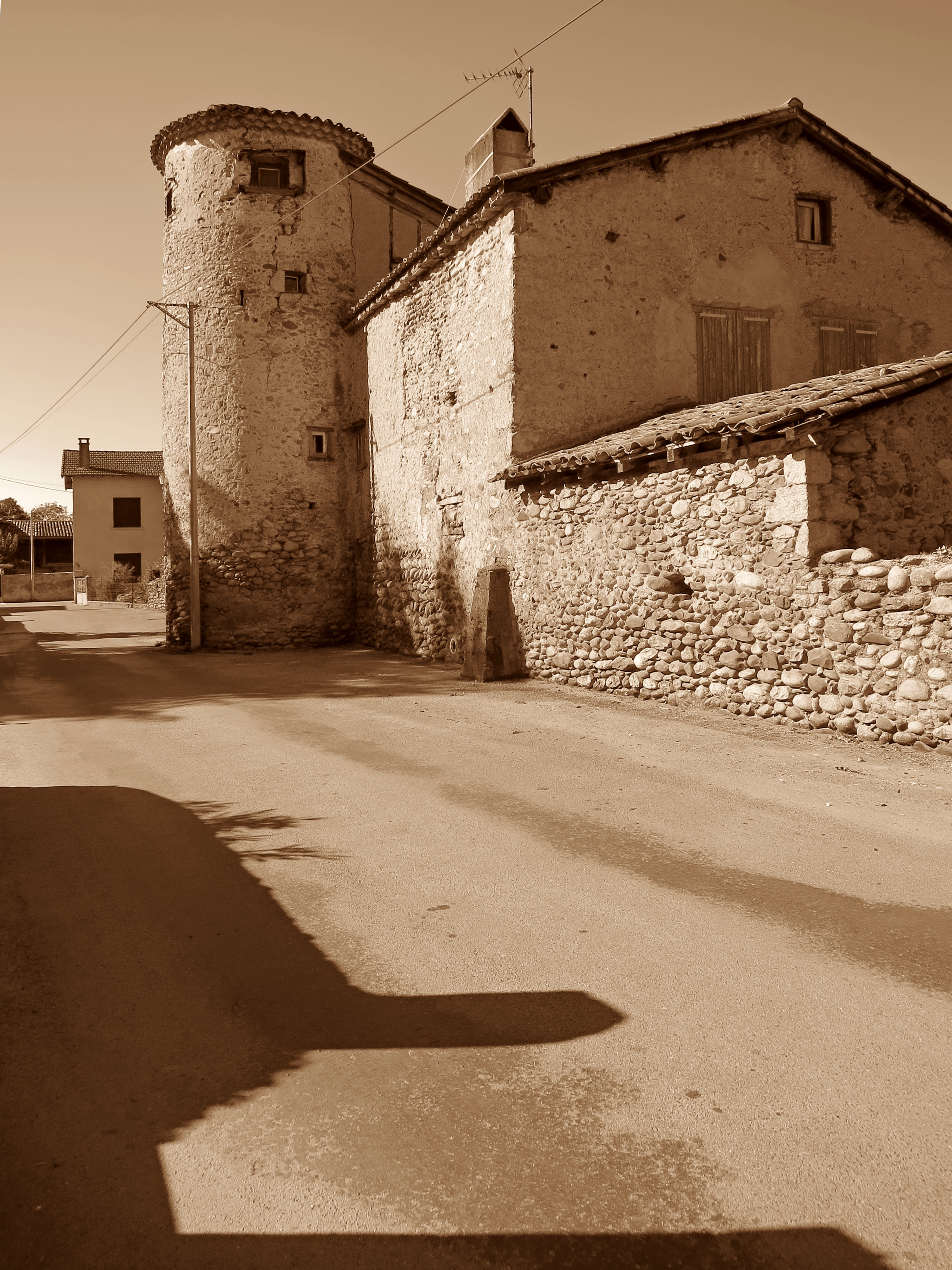
Avenue de la Tour.
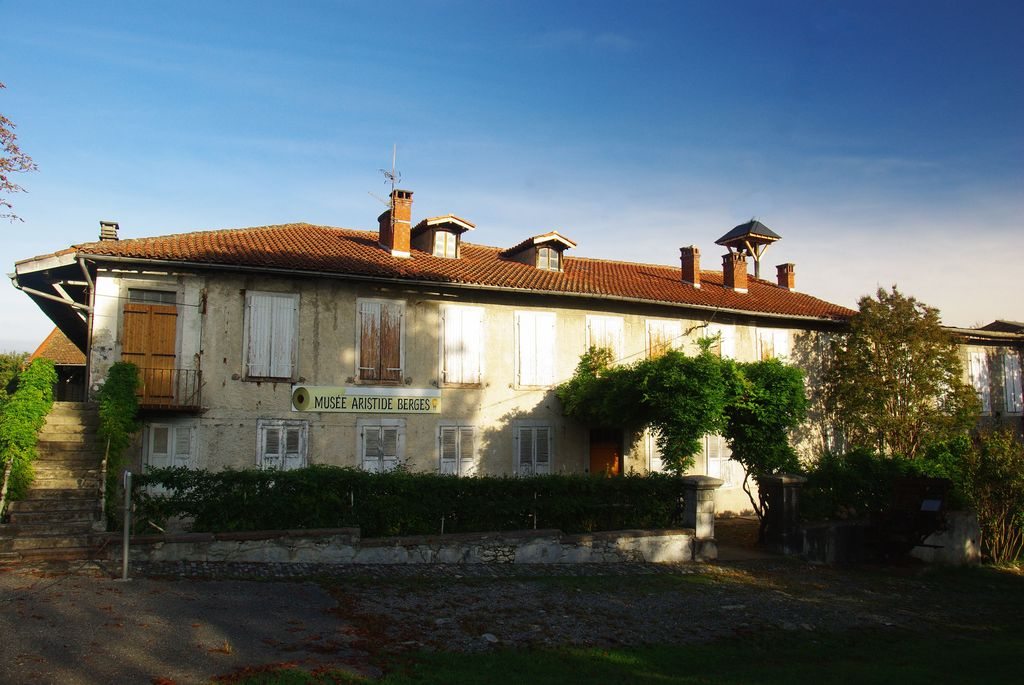
Maison natale d'Aristide Bergès
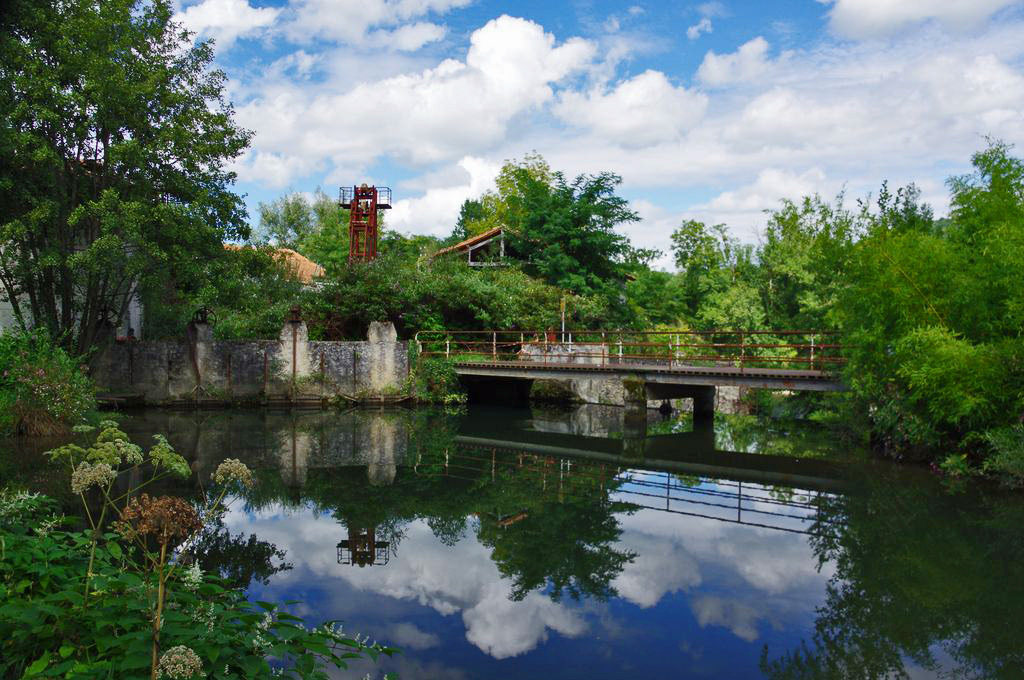
Papeterie du Prat de Ritou - Canal d'amenée d'eau.

### Personnalités liées à la commune
- Aristide Bergès (1833-1904), industriel papetier et ingénieur hydraulicien du XIXe siècle. Il est connu pour avoir utilisé très tôt la machine à papier de Louis Nicolas Robert[59] et est réputé être « le père de la houille blanche » pour avoir utilisé l’eau comme force motrice.
- Henri Bernère (1856-1914), homme politique, maire de Saint-Girons de 1905 à 1914, sénateur de l'Ariège.
- Henri d'Ollone (1868-1945) militaire et explorateur français, mort à Sentaraille.
- Jean Audoubert (1924-2008), international de rugby à XIII (19 sélections) .

## Pour approfondir